# هرمان شولتس
هرمان شولتس (بالألمانية: Hermann Schultz)‏ هو عالم عقيدة وأستاذ جامعي ألماني، ولد في 30 ديسمبر 1836 في لوشو في ألمانيا، وتوفي في 15 مايو 1903 في غوتينغن في ألمانيا.